# 포츠담 선언

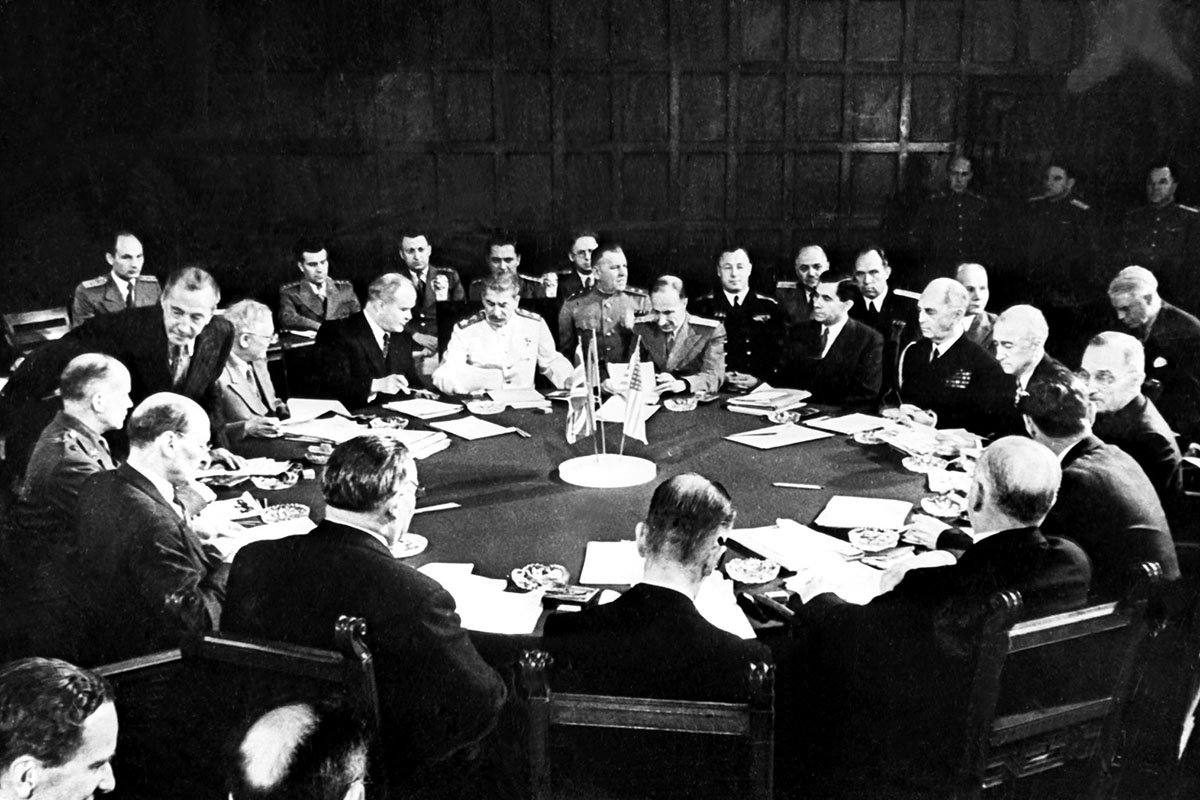
포츠담 회담 중의 모습.

포츠담 선언( - 宣言, 영어: Potsdam Declaration, 러시아어: Потсдамская декларация, 중국어: 波茨坦公告, 독일어: Potsdamer Erklärung)은 독일 베를린 근교인 포츠담에서 개최된 포츠담 회담중 1945년 7월 26일 미국, 영국, 중화민국이 발표한 선언이다. 포츠담 회담에 참석한 소련의 스탈린은 서명하지 않았고 중화민국의 장제스 국민정부 총통은 회담에 참석하지 않았으나 전신을 통해 선언 참가를 밝혔다.

## 개요
포츠담 회담은 제2차 세계 대전 이후 유럽의 전후질서 구축 문제를 논의한 회담이다. 이 회담의 결과는 포츠담 협정으로 문서화되었다. 이와 별도로 회담 기간 중 미국의 주도로 태평양 전쟁에서 일본의 항복 권고와 제2차 세계 대전 이후의 일본에 대한 처리 문제가 논의되었고, 합의 내용은 "포츠담 선언"으로 공포되었다. 미국의 대통령 트루먼, 영국의 수상인 처칠, 중화민국의 총통인 장제스가 선언에 서명하였다. 선언의 요지는 "일본이 항복하지 않는다면 즉각적이고 완전한 파멸"에 직면하게 될 것을 경고한 것이며, 그 내용은 모두 13개 항목으로 되어 있다.

## 내용
- 제1~5항: 서문. 일본의 무모한 군국주의자들이 세계 인민과 일본 인민에 지은 죄를 뉘우치고 이 선언을 즉각 수락할 것을 요구.
- 제6항: 군국주의 배제.
- 제7항: 일본 영토의 보장 점령.
- 제8항: 카이로 선언의 실행과 일본 영토의 한정.
- 제9항: 일본군대의 무장해제.
- 제10항: 전쟁 범죄자의 처벌, 민주주의의 부활 강화, 언론, 종교, 사상의 자유 및 기본적 인권 존중의 확립.
- 제11항: 군수산업의 금지와 평화산업 유지의 허가.
- 제12항: 민주주의 정부수립과 동시에 점령군의 철수.
- 제13항: 일본 군대의 포츠담 선언 수락 및 해체.

## 결과
일본은 이 선언을 무시했고 이에 미국이 8월 6일 히로시마에, 8월 9일 나가사키에 원자폭탄을 투하했다. 소련도 8월 8일 일본에 대한 선전포고와 동시에 참전하여 일본군에 대한 공격을 개시하였다.
상황이 불리해지자 일본 정부는 포츠담 선언의 수용을 결의하고 1945년 8월 10일 포츠담 선언의 수락을 결정하였으나 군부의 강한 반대로 이를 번복하였다가 최종적으로 항복하였다. 이에 미국은 1945년 8월 14일, 8월 10일에 발표된 일본의 포츠담 선언 수락을 통보하고 일본이 연합국에 의해 부르는 자칭 "무조건 항복"이라는 포츠담 선언 문서에 당시 일본외상  시게미츠 마모루가 서명함에 따라 대일본제국은 해체되었다.

## 같이 보기
- 카이로선언
- 포츠담 회담
- 포츠담 협정